# XXVe législature du royaume d'Italie
La XXVe législature du royaume d'Italie (en italien : La XXV Legislatura del Regno d'Italia) est la législature du royaume d'Italie qui a été ouverte le 1er décembre 1919 et qui s'est fermée le 7 avril 1921. 

## Gouvernements
- Gouvernement Nitti I
  - Du 23 juin 1919 au 21 mai 1920
  - Président du conseil des ministres : Francesco Saverio Nitti
- Gouvernement Nitti II
  - Du 21 mai 1920 au 15 juin 1920
  - Président du conseil des ministres : Francesco Saverio Nitti
- Gouvernement Giolitti V
  - Du 15 juin 1920 au 4 juillet 1921
  - Président du conseil des ministres : Giovanni Giolitti

## Président de la chambre des députés
- Vittorio Emanuele Orlando
  - Du 1er décembre 1919 au 25 juin 1920
- Enrico De Nicola
  - Du 26 juin 1920 au 7 avril 1921

## Président du sénat
- Tommaso Tittoni
  - Du 1er décembre 1919 au 7 avril 1921